# Josef Páral
Josef Páral (18. září 1893, Praha – ?) byl český hokejista. Působil v klubu SK Slavia Praha, hrál na pozici útočníka. V roce 1914 reprezentoval na mistrovství Evropy v německém Berlíně, které české mužstvo vyhrálo. Josef Páral nastoupil v obou zápasech. Reprezentační premiéru si odbyl 25. února proti Belgii a český tým vyhrál 9:1, další zápas odehrál 27. února proti Německu a gólem přispěl k vítězství 2:0 a k zisku evropského titulu. Po turnaji se už v reprezentaci neobjevil. V roce 1919 se Slavií vyhrál Mistrovství Československého hokejového svazu.

## Statistiky

### Reprezentační statistiky

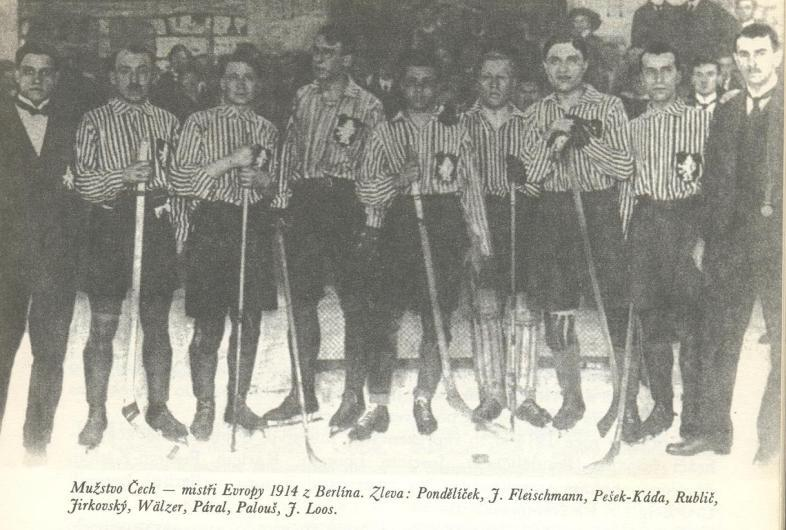
České hokejové mužstvo - mistr Evropy 1914, Josef Páral je třetí zprava.

| Rok  | Tým   | Událost | Z | G | A | B | TM |
| ---- | ----- | ------- | - | - | - | - | -- |
| 1914 | Čechy | ME      | 2 | 1 | 0 | 1 | —  |